# Centre d'études et de recherches en développement international

## Présentation
Le Centre d'études et de recherches sur le développement international (CERDI) est une unité mixte de recherche (UMR6587) qui dépend du CNRS, de l'Université Clermont-Auvergne (UCA) et de l'Institut de recherche pour le développement (IRD). Le laboratoire est également associé à la Maison des Sciences de l’Homme de Clermont-Ferrand (MSH).
Il rassemble des économistes dont les domaines de compétences sont variés et couvrent aussi bien les aspects microéconomiques que macroéconomiques du développement.

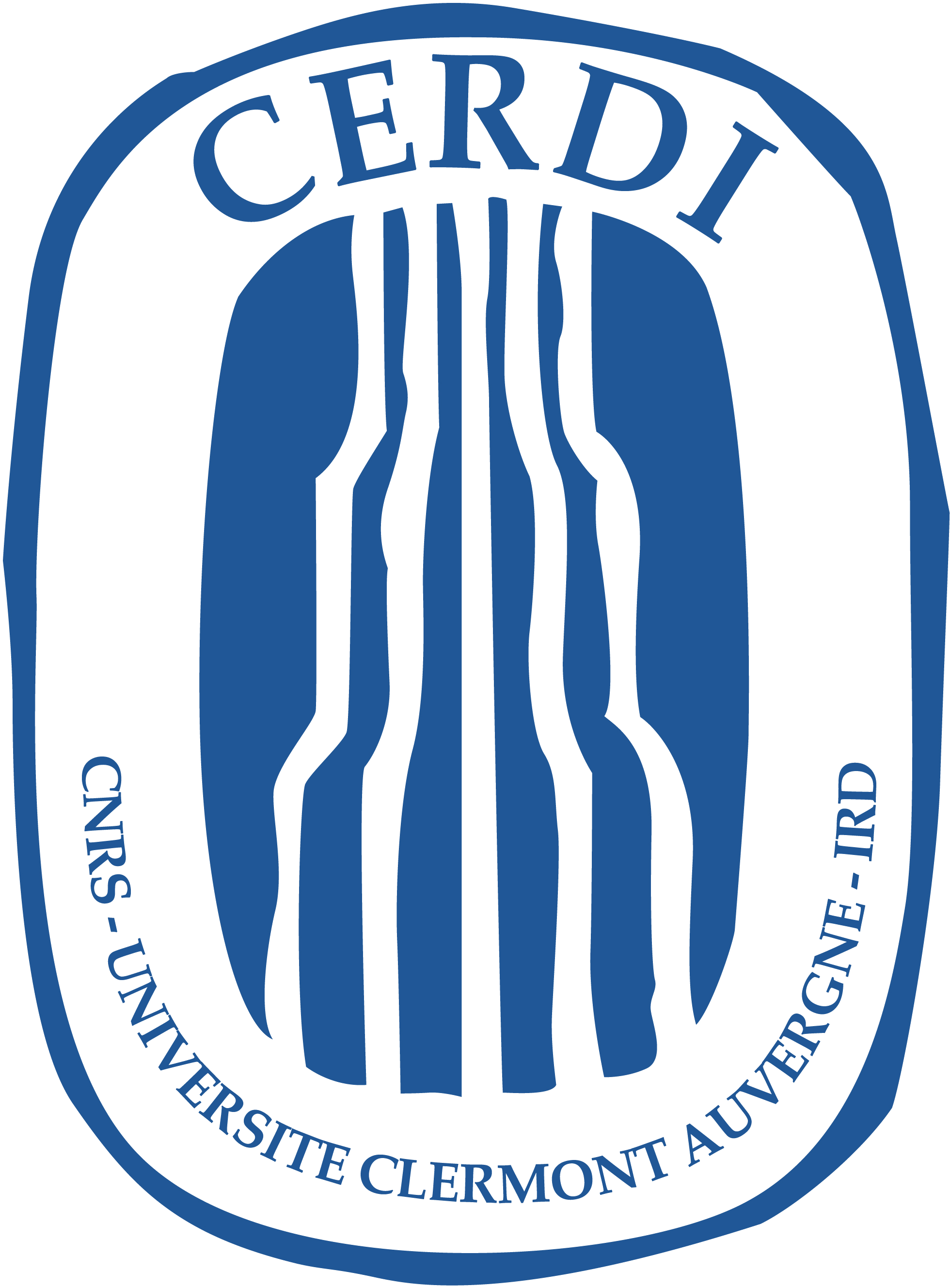
Logo du CERDI

Les pays à revenu faible ou intermédiaire constituent le champ d’application des travaux menés au CERDI.
Le CERDI est actuellement le premier pourvoyeur francophone de fonctionnaires internationaux. En effet, depuis sa création, une cinquantaine de doctorants du CERDI travaillent ou ont travaillé pour les deux institutions de Bretton Woods : le Fonds monétaire international et la Banque mondiale.

## Histoire
Le CERDI a été fondé par Patrick Guillaumont et Sylviane Guillaumont Jeanneney en 1976. Le laboratoire est alors une unité de recherche de l'Université Clermont I et unité associée au CNRS. Il devient une unité mixte de recherche en 1996. Le centre de recherche devient une unité de recherche associée à l'IRD en 1998. 
Le laboratoire est d'abord dirigé par Patrick Guillaumont puis par Sylviane Guillaumont Jeanneney. En 2000, Patrick Plane prend la direction pour 13 ans. Lui ont succédé Vianney Dequiedt (2013-1017) et Grégoire Rota-Graziosi (2017-2022) et Simone Bertoli depuis 2022. 

## Partenaires du centre de recherches
Le CERDI est partenaire de la Fondation pour l'étude et la recherche sur le développement (FERDI) et l'IDDRI, l’Institut du développement durable et des relations internationales depuis 2011 dans le cadre du label « Laboratoire d'Excellence » pour le projet « Initiative pour le développement et la gouvernance mondiale » (Labex IDGM +). Depuis 2017, le centre de recherches est au cœur du Challenge scientifique « Risques naturels catastrophiques et vulnérabilité socio-économique » du projet Cap 20-25 pour lequel l’Université Clermont Auvergne a obtenu en 2017 le label I-Site.
Depuis 2021, le CERDI collabore avec la FERDI et Global Development Network dans le cadre du Pôle clermontois de développement international (PCDI).
Le CERDI est le laboratoire scientifique d'adossement des formations proposées par l'Ecole d'Economie de l'Université Clermont Auvergne.
Par ailleurs, le CERDI collabore dans le cadre de projets de recherche avec des institutions et organisations nationales et internationales telles que l'Agence française de développement (AFD), la Banque mondiale, le Fonds monétaire international. Des chercheurs et chercheuses du laboratoire sont régulièrement sollicités pour contribuer à des expertises sur les thèmes de la fiscalité.